# Pilisjászfalu
Pilisjászfalu es un pueblo húngaro perteneciente al distrito de Pilisvörösvár, condado de Pest.

## Superficie
Cuenta con una superficie de 6,97 km².

## Demografía
Hasta 2024 la población era de 2138 habitantes, con una densidad de población de 306,74 hab/km².
| Gráfica de evolución demográfica de Pilisjászfalu entre 2020 y 2024 |
|                                                                     |
| Datos según la Oficina Central de Estadística de Hungría.           |